# زرگیل

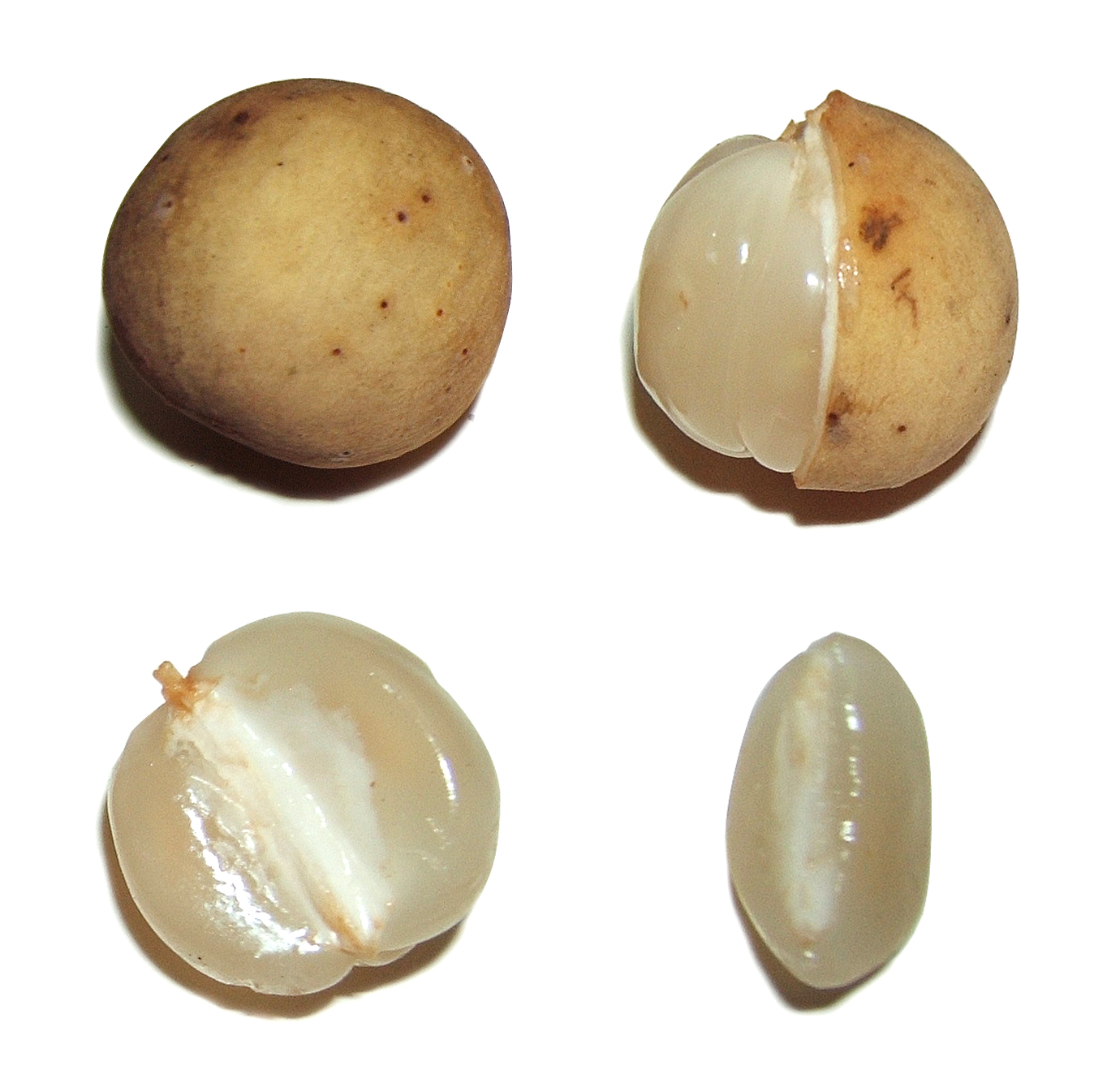
میوه زرگیل.

زَرگیل میوهٔ گیاهی است با نام علمی زرگیل اهلی (Lansium domesticum) و نام محلی لانزون (lanzone) از تیرهٔ سنجدتلخیان (Meliaceae)، و راستهٔ افراسانان (Sapindales) که اندازهٔ آن دو و نیم تا پنج سانتیمتر و به شکل بیضوی یا کروی است و آرایشی خوشه‌ای دارد و به صورت خوشه‌های دو تا سی تایی است؛ رنگ آن زرد مایل به خاکستری یا قهوه‌ای یا صورتی کم رنگ است و دارای پوست مخملی نازک یا ضخیمی است که حاوی شیرآبه است؛ در زیر پوست آن گوشتهٔ شفاف و آبدار قرار دارد که از پنج تا شش برش یا پره تشکیل شده‌است؛ طعم آن ترش و شیرین است و اکثراً در جنوب تایلند و مالزی و اندونزی و فیلیپین می‌روید.